# Montcada i Reixac (ort)
Montcada i Reixac är en ort i Spanien.   Den ligger i provinsen Província de Barcelona och regionen Katalonien, i den östra delen av landet, 500 km öster om huvudstaden Madrid. Montcada i Reixac ligger 66 meter över havet och antalet invånare är 33 453.
Terrängen runt Montcada i Reixac är varierad.  Närmaste större samhälle är Barcelona, 10,7 km söder om Montcada i Reixac. Runt Montcada i Reixac är det i huvudsak tätbebyggt.